# Babyjane
Babyjane ist eine 2009 gegründete, aus Perth stammende australische Hard-Rock-Band. Das Debütalbum der Gruppe, Are you Listening, erschien am 26. März 2011.

## Geschichte
Die Musiker John Gerasolo (Gitarre), Paul Judge (Bass) und Nik Kats (Schlagzeug) hatten sich bereits zusammengefunden und suchten nach einem Sänger, den sie mittels einer Audition finden wollten. Andy Smith nahm daran teil, es wurden über einen längeren Zeitraum mehrere Proben abgehalten, und Smith entschied sich zunächst gegen die Gruppe. Nach einer Europareise kamen die Beteiligten erneut zusammen und entschieden sich, miteinander zu arbeiten. Die Namenswahl wurde durch den Film What Ever Happened to Baby Jane? inspiriert. Im Jahr 2008 spielte die Band im Vorprogramm einer Australien-Tournee von Sebastian Bach und erhielt in der Folge einen Plattenvertrag.
2011 veröffentlichte die Gruppe ihr Debütalbum mit dem Titel Are You Listening, dessen Tonmischung von Michael Wagener übernommen wurde. Wagener übernahm für das zweite Album, Make It Sick, die gesamte Produktion, außerdem wirkte John Corabi als Gastsänger mit.

## Diskografie
- 2011: Are You Listening
- 2012: Make It Sick